# ウントラスリート
ウントラスリート (ドイツ語: Untrasried) は、ドイツ連邦共和国バイエルン州シュヴァーベン行政管区のオストアルゴイ郡に属す町村（以下、本項では便宜上「町」と記述する）で、オーバーギュンツブルク行政共同体を構成する自治体の一つである。

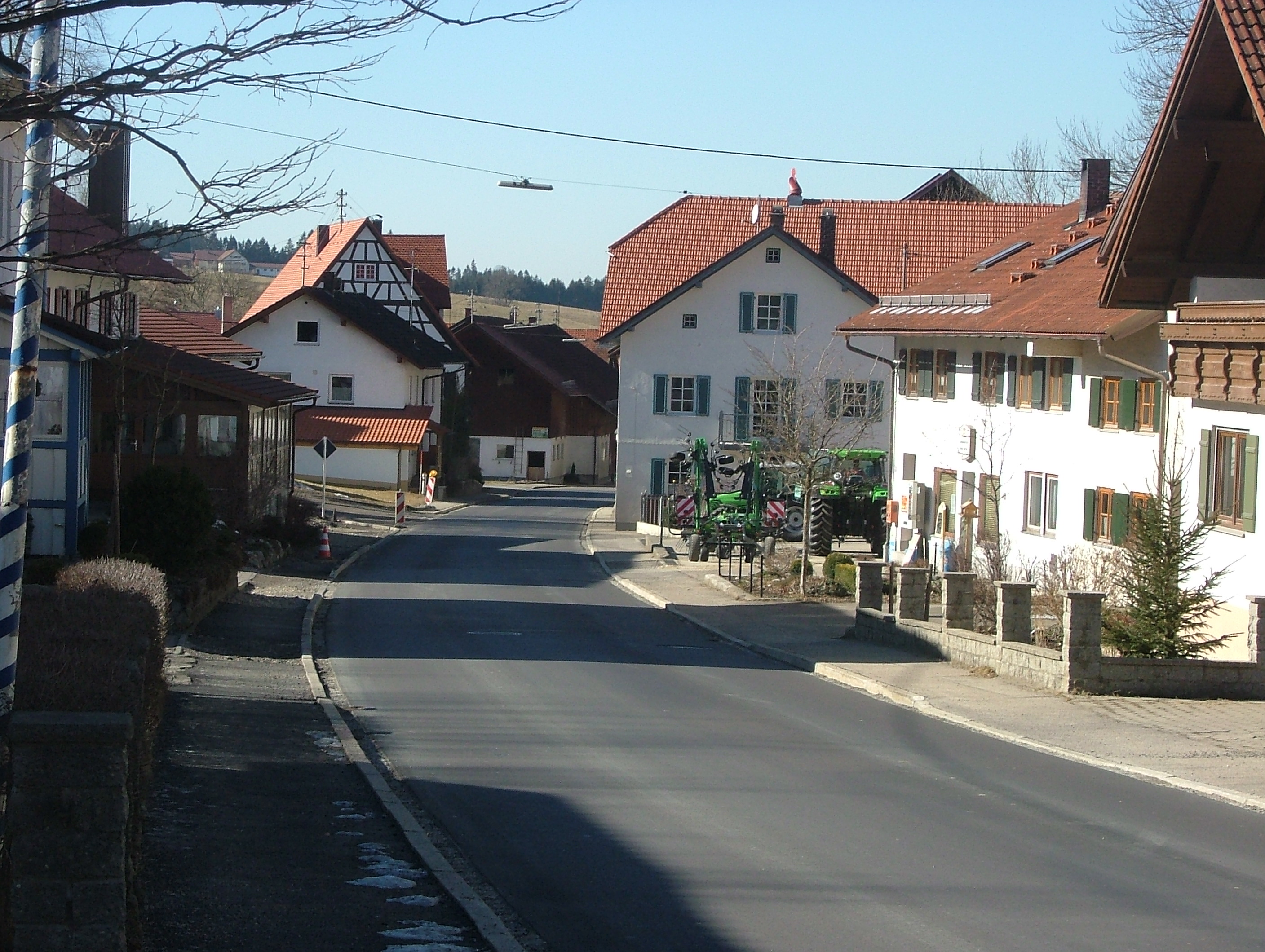
ウントラスリートの町並み

## 地理
ウントラスリートはアルゴイ地方ギュンツ渓谷に位置する。オストアルゴイ郡の最も西にあたる。町の南部でヴェストギュンツ川が湧出する。約3kmほど下流のエック・アン・デア・ギュンツでオストギュンツ川と合流してギュンツ川となり、ギュンツブルクでドナウ川に注ぐ。

### 自治体の構成
この町は、公式には29の地区 (Ort) からなる。このうち小集落や孤立農場などを除く集落を以下に列記する。
- エッシャース
- ホプファーバッハ
- フーフシュラーク
- ニーダーヴァング
- レンメルスベルク
- ウントラスリート
- ヴァイツェンリート

## 歴史
ウントラスリートはケンプテン修道院侯領に属した。1803年の帝国代表者会議主要決議以降はバイエルン領となった。1818年の市町村令によって現在の自治体が成立した。1974年にそれまで独立した自治体であったウントラスリートとホプファーバッハは、市町村再編の一環として合併した。

### 人口推移
- 1970年 1,131人
- 1987年 1,231人
- 2000年 1,443人

## 行政
町長はアルフレート・ヴェルフレ (Eintracht) である。

### 紋章
図柄: 銀地と青地に左右二分割。向かって左は跳ねる黒馬。向かって右は緑の三峰の山に銀の塔。

## ギャラリー

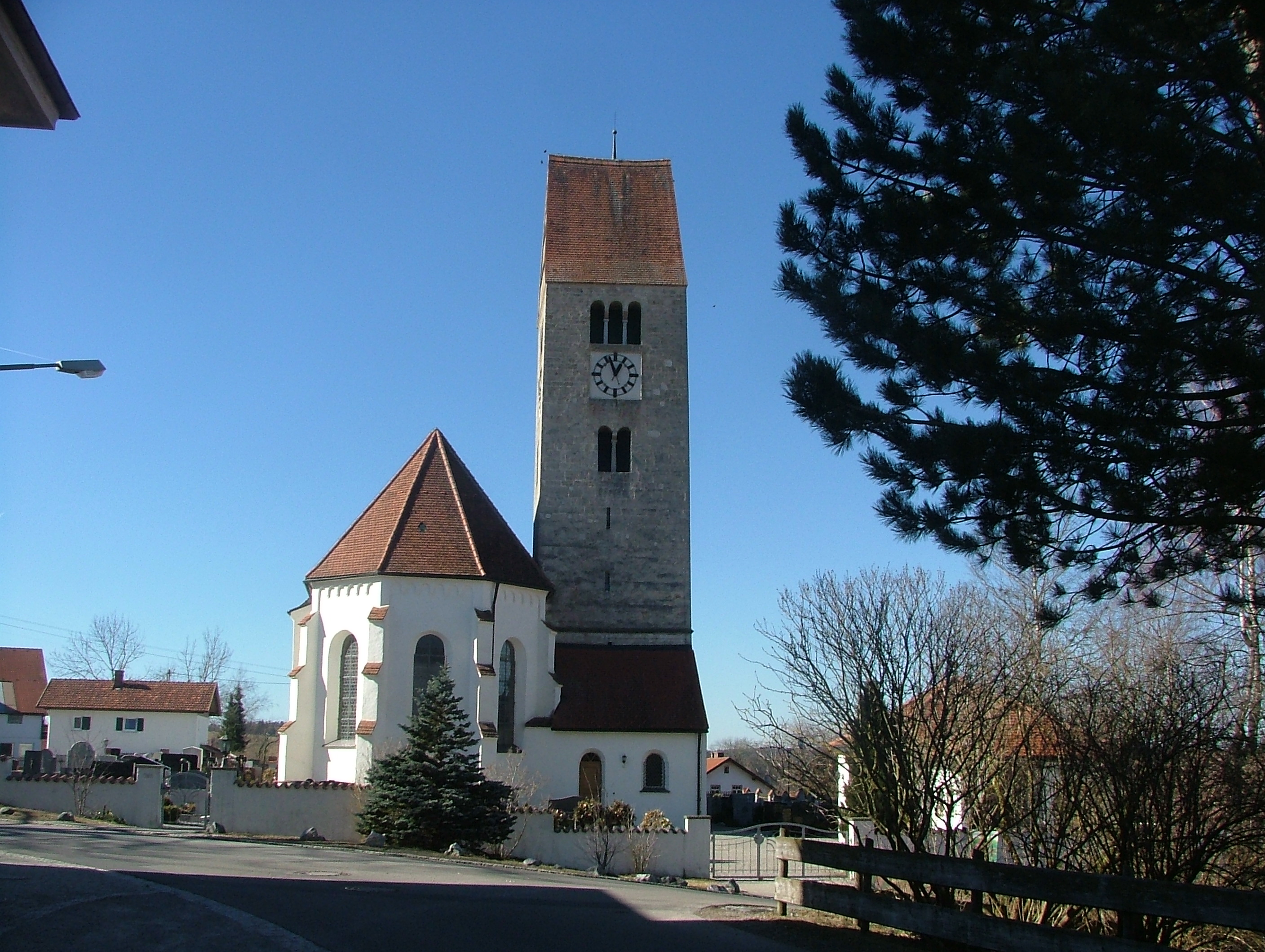
聖ゼバスティアン教区教会
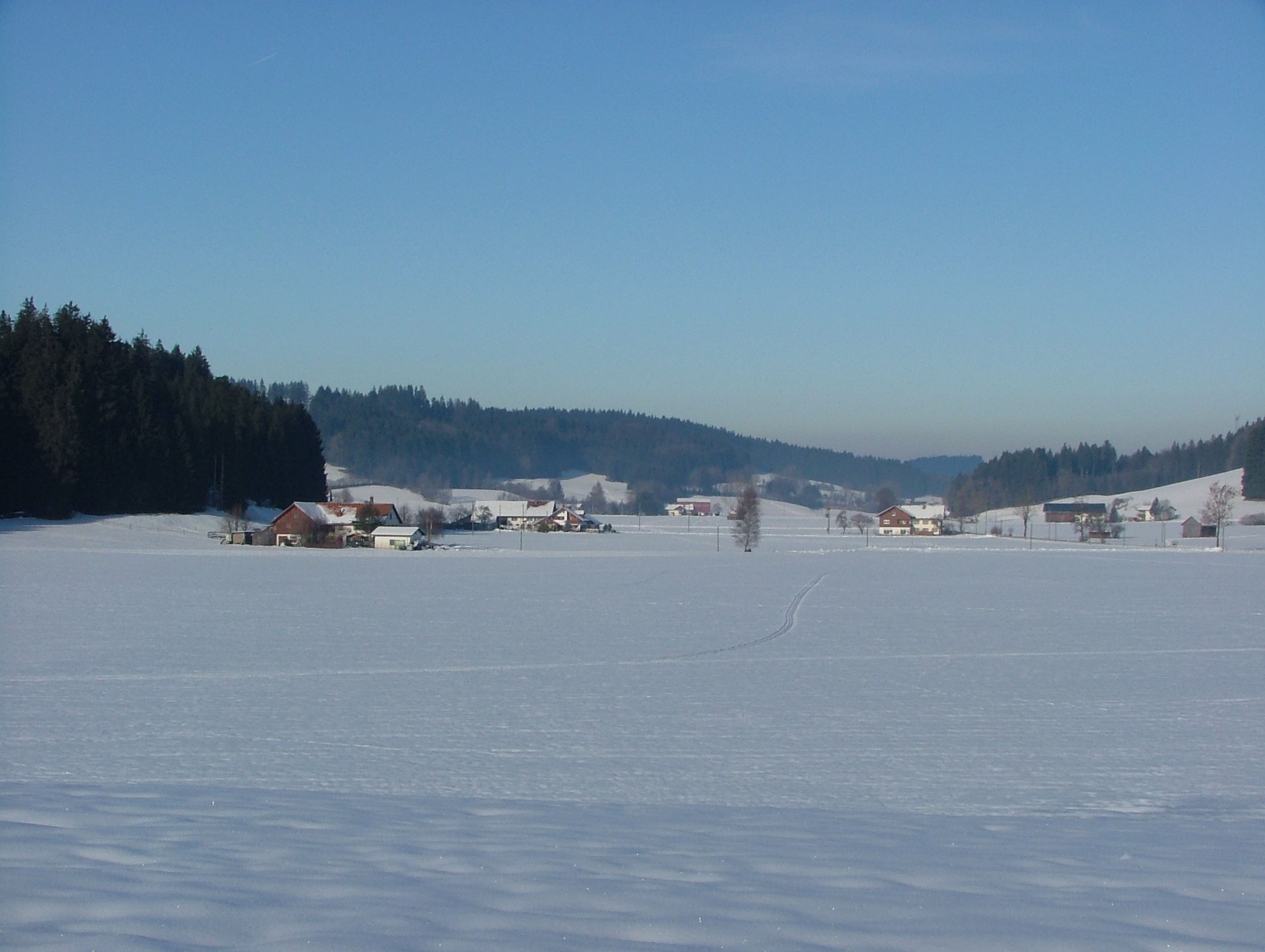
冬のウントラスリート郊外
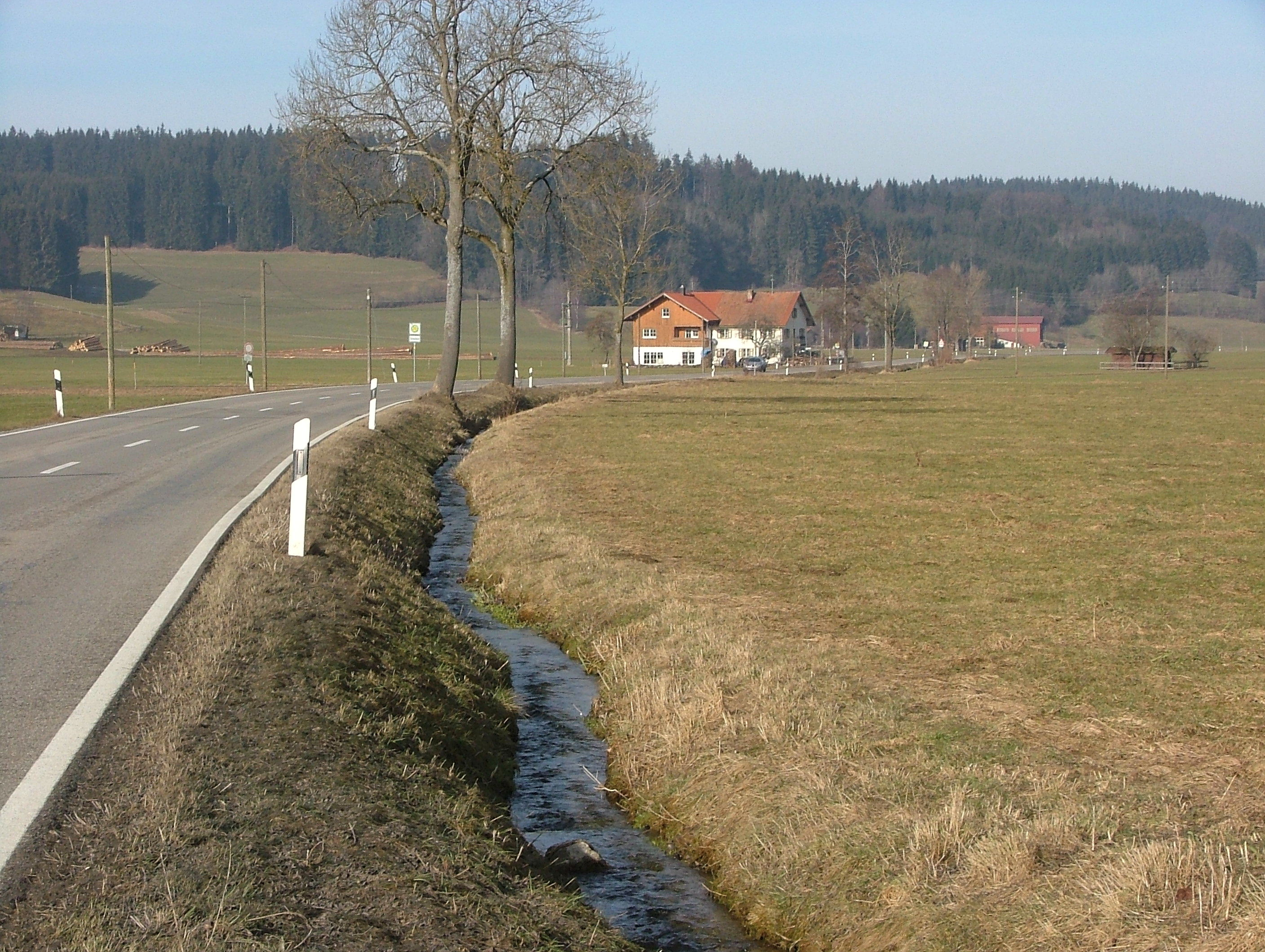
ウントラスリート北部: ヴェストギュンツ川はまだほんの小川である

## 引用
1. ↑  https://www.statistikdaten.bayern.de/genesis/online?operation=result&code=12411-003r&leerzeilen=false&language=de Genesis-Online-Datenbank des Bayerischen Landesamtes für Statistik Tabelle 12411-003r Fortschreibung des Bevölkerungsstandes: Gemeinden, Stichtag (Einwohnerzahlen auf Grundlage des Zensus 2011)
2. ↑  Bayerische Landesbibliothek Online